# Stopień Wodny Oława
Stopień Wodny Oława – stopień wodny zlokalizowany w Oławskim Węźle Wodnym, piętrzący wody rzeki Odra. Stopień obejmuje budowle podstawowe stopnia tj. budowle piętrzące takie jak: Jaz Oława, Śluza Oława I, Śluza Oława II, Elektrownia Wodna Oława II; oraz budynki i budowle pomocnicze oraz uzupełniające. Stopień ten położony jest na skanalizowanym odcinku rzeki Odry. Poprzednim stopniem wodnym na rzece, jest Stopień Wodny Lipki, a następnym Stopień Wodny Ratowice. Przez stopień przebiega Odrzańska Droga Wodna, będąca częścią europejskiej drogi wodnej E-30. W celu umożliwienia żeglugi w ramach stopnia wodnego wybudowano dwie śluzy: Śluza Oława II, tzw. duża śluza wybudowana w kanale skracającym, oraz Śluza Oława I, tzw. mała śluza wybudowana w przekopie obok Jazu Oława dla potrzeb bocznego szlaku żeglugowego biegnącego głównym korytem rzeki.
Spad na stopniu wodnym przy normalnym poziomie piętrzenia wynosi 4,37 m. Piętrzenie uzyskane na stopniu wykorzystano energetycznie poprzez budowę na bocznym kanale, tzw. młynówce, Elektrowni Wodnej Oława II.
| budowla                    | rodzaj            | ciek             | podstawowe parametry                   | fotografia |
| -------------------------- | ----------------- | ---------------- | -------------------------------------- | ---------- |
| Jaz Oława                  | jaz               | Odra             | stały 120,40 m; igl. 14.9 m            |            |
| Śluza Oława I              | śluza             | Odra             | 55x9,6 m; wrota wsporne                |            |
| Elektrownia Wodna Oława II | elektrownia wodna | młynówka         | 4 hydrozespoły, moc instalowana 580 kW |            |
| Śluza Oława II             | śluza             | kanał skracający | 187x9,6 m; wrota wsporne               |            |